# Eriococcus puymorensis
Eriococcus puymorensis är en insektsart som beskrevs av Goux 1992. Eriococcus puymorensis ingår i släktet Eriococcus och familjen filtsköldlöss.
Artens utbredningsområde är Frankrike. Inga underarter finns listade i Catalogue of Life.